# Willie Brown
Willie Lee Brown (Clarksdale, Mississippi, 6 de agosto de 1900 - Tunica, Mississippi, 30 de dezembro de 1952) foi um vocalista e guitarrista de blues estaunidense, considerado um dos músicos pioneiros do gênero Delta blues, e referência para Robert Johnson e Muddy Waters.
Embora apenas algumas de suas próprias canções tenham sobrevivido, ele pode ser ouvido como segundo guitarrista em gravações de grandes nomes do blues como Son House e Charlie Patton.  Embora normalmente um acompanhante, Brown gravou três performances solo altamente cotadas: "M & O Blues", "Make Me a Pallet on the Floor" e "Future Blues", esta última considerada o Delta Blues definitivo. Ele desapareceu da cena musical durante a década de 1940, junto com House, e morreu de doença cardíaca em Tunica, Mississippi, em 1952, aos 52 anos, antes do renascimento do blues na década de 1960.
Willie Brown às vezes é identificado com Kid Bailey, um cantor de Delta blue que fez algumas gravações no estilo Brown em 1929. Ainda não está claro se Kid Bailey era um pseudônimo de Willie Brown ou se era outra pessoa. Além disso, Willie Brown não deve ser confundido com outros músicos que também se chamavam ou se chamavam Willie Brown, como Noble Sissle , que usava o pseudônimo "Willie Brown and his Sizzling Syncopators" em alguns discos.

## O enigma "Kid Bailey"
Um cantor de Delta blues que se chamava Kid Bailey fez gravações em Memphis, Tennessee, em 25 de setembro de 1929. Apenas duas músicas desta sessão sobreviveram: "Mississippi Bottom Blues" e "Rowdy Blues" (em um selo Brunswick de 78 rpm). As músicas mostram influências de Charley Patton, Tommy Johnson e especialmente Willie Brown. Além dessas gravações, quase nada se sabe sobre ele. Devido às semelhanças musicais, acredita-se que Kid Bailey tenha sido um nome artístico de Willie Brown, mas se acreditarmos nos depoimentos de algumas pessoas que afirmaram tê-lo conhecido, ele pode ter realmente existido afinal (ele pode ter sido acompanhado em suas gravações por Willie Brown).
No início de 1920, diz-se que ele foi ativo como um busker na área de Doddsville (Sunflower County, Mississippi). Por volta de 1925 ele tocou em uma banda de cordas que acompanhou Charley Patton em várias apresentações, e por volta de 1930 ele acompanhou Patton como guitarrista. Nas décadas de 1930 e 1940, ele disse ter tocado música na área de Leland. Skip James afirmou ter encontrado Kid Bailey em uma jukejoint em Moorhead, Mississippi , em 1950 (sem dar detalhes). Há também relatos de performances de rua em Indianola em 1958 e uma performance em um pub em Canton em 1960. Depois disso, todos os vestígios - se houve algum vestígio - acabam mortos.
As duas músicas em seu nome foram regravadas por Rory Block , entre outros.

## Na Cultura Popular
- No cult movie de 1986 Encruzilhada, é contado um pouco da história de Willie Brown, que é retratado pelo ator Joe Seneca.[5]

## Discografia
Brown gravou, em uma sessão de gravação de 1930 em Grafton, Wisconsin, seis músicas que foram lançadas em 3 compactos duplos de goma-laca de 78 rpm, dos quais apenas um foi encontrado. Este único disco sobrevivente contém as duas músicas que Son House deu como exemplos do virtuosismo de Brown como guitarrista
- Paramount 13001: "Grandma Blues" / "Sorry Blues" (nenhuma cópia foi encontrada)
- Paramount 13090: "M & O Blues" / "Future Blues" (apenas seis cópias são conhecidas)
- Paramount 13099: "Window Blues" / "Kicking in My Sleep Blues" (nenhuma cópia foi encontrada)
- Gravação da Biblioteca do Congresso por Lomax: "Make Me a Pallet on the Floor"